# Římskokatolická farnost Jítrava
Římskokatolická farnost Jítrava (lat. Pankracium) je církevní správní jednotka sdružující římské katolíky na území obecní části Jítrava a v jejím okolí. Organizačně spadá do libereckého vikariátu, který je jedním z 10 vikariátů litoměřické diecéze. Centrem farnosti je kostel svatého Pankráce v Jítravě.

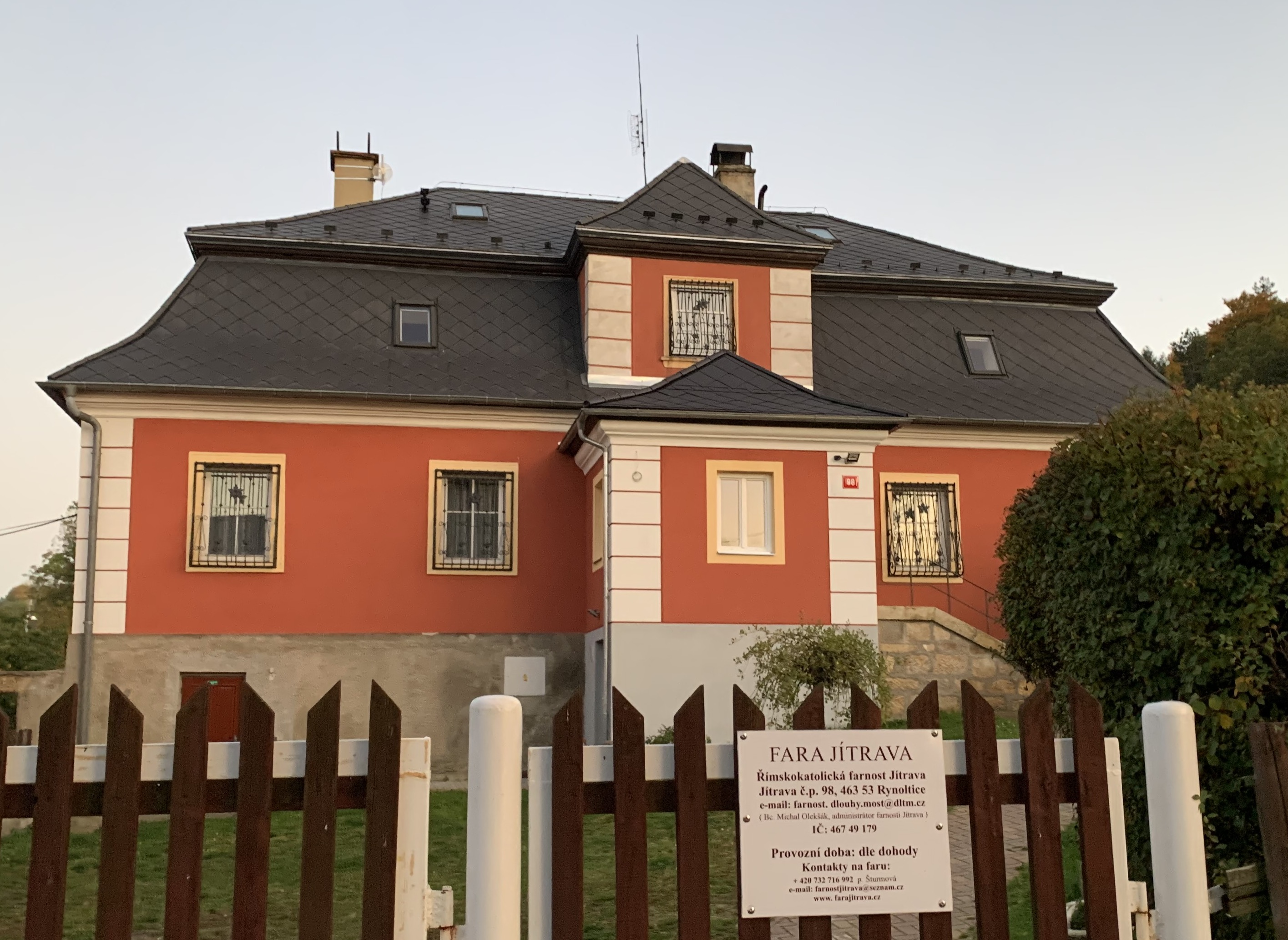
Farní budova v Jítravě

## Historie farnosti
Již v předhusitské době byla v místě duchovní správa, která však zanikla za husitských válek. V období 1628–1774 byla lokalita spravována z farnosti Hrádek nad Nisou. Pro místo jsou matriky vedeny od roku 1734. Od roku 1775 byla v Jítravě kanonicky zřízena lokálie. V roce 1778 byla pak kanonicky zřízena farnost Jítrava.

### Duchovní správci vedoucí farnost
Začátek působnosti jmenovaného v duchovní správě farnosti od:
- 1363   Nicolaus
- 1370   Nicolaus ze Seifersdorfu
- 1372   Nicolaus, † 1394
- 1394   Nicolaus
- 1394   Joannes
- 1423   Joannes
- 1424   Nicolaus
- 1775   proto-loc. (1. lokalista) Anton. Knirsch, n. Friedland., † 14. 11. 1789
- 1786   cap. loc. vacat, coop. Cornel. Wolff
- 1786   cap. loc. Adam. Metzner n. Naumburg. (Sil.), † x. 2. 1801
- 1801   cap. loc. Car. Felgenhauer, n. 28. 1. 1751 Reichenberg., † 28.  6. 1815
- 1806   cap. loc. Mathaeus Anders, n. 18. 10. 1777 Friedland, o. 18. 9. 1801, † 17. 12. 1836
- 1837   cap. loc. Jos. Hübel, n. 20. 7. 1790 Reichenberg, o. 17. 3. 1815, † 24. 8. 1859
- 1845   cap. loc. Josef Pohl, n. 20. 10. 1809 Friedland, o. 28. 10. 1832, † 11. 2. 1898
- 1851   cap. loc. Car. Seibt, n. 24. 5. 1799 Filipka, o. 27. 8. 1825, † 4. 5. 1874
- 1856   cap. loc. Franc. Hausmann, n. 23. 8. 1810 Schönwald., o. 3. 8. 1836
- 1858   proto-par. (1. farář) Franc. Hausmann, n. 23. 8. 1810 Schönwald., o. 3. 8. 1836, † 12. 7. 1879
- 1859   Philipp Beuer, n. 30. 4. 1811 Reichenberg, o. 3. 8. 1835, † 28. 5. 1889
- 1869   Josef Ruscher, n. 3. 10. 1824 Reichenberg, o. 25. 7. 1850, † 14. 7. 1904
- 1905   Josef Herzog, n. 1. 12. 1868 Widhostic., o. 17. 6. 1894, † 24. 10. 1937
- 1937   par. vacat, admin. excurr. Ferdinand Gaudl
- 1. 4. 1937 Edmund Voith, n. 7. 7. 1900 Tötschen, o. 29. 6. 1924, † 2. 11. 1960
- 1. 8. 1946 Josef Varaďa O.P.
- 1. 6. 1949 Alfons Václav Hutař OP
- 1. 11. 1950 Jan Böhm
- 1. 6.  1958 Karel Kahoun
- 1. 5.  1962 Milík Blahák
- 12. 10. 1962 Karel Kahoun
- 1. 7.  1969 Jindřich Václav Gajzler OP
- 1. 8.  1972 František Švercl OP
- 1. 8.  1973 Zdeněk Flejberk OP
- 1. 12. 1993 Josef Matura
- 1. 4.   2003 Jiří Bernard Špaček OP
- 1. 7.  2005 Augustin Jiří Prokop OP
- 1. 5. 2006   Česlav Jaromír Plachý OP
- 14. 9. 2009 Ignác Petr Bürgl OP
- 1. 5. 2010 Jan Rajlich OP, admin. exc. z Jablonného v Podještědí
- 1. 9.  2013 Savio Pavel Řičica OP, admin. exc. z Jablonného v Podještědí
- 1. 8.  2014 Eduard Pavel Mayer OP, admin. exc. in spiritualibus  z Jablonného v Podještědí
  - do 31. 12. 2014 Ludmila Holčíková, admin. in materialibus
  - 1. 1. 2015 Bc. Michal Olekšák, trvalý jáhen, admin. exc. in materialibus z Dlouhého Mostu[3]

Kromě kněží stojících v čele farnosti, působili ve farnosti v průběhu její historie i jiní kněží. Většinou pracovali jako farní vikáři, kaplani, katecheté, výpomocní duchovní aj.

## Území farnosti
Do farnosti náleží území obce:
- Dolní Suchá (Niederberzdorf,[2] Nieder Berzdorf[4])[p 2]
- Jítrava (Deutsch Pankratz,[2] Deutsch Pankraz[4])[p 2]
- Zdislava (Schönbach)[p 2]

## Římskokatolické sakrální stavby na území farnosti
| | Fotografie | Stavba                   | Místo    | Bohoslužby                      | Zeměpisné souřadnice             | Status          | Číslo kulturní památky           |
| Kostely | Kostely    | Kostely                  | Kostely  | Kostely                         | Kostely                          | Kostely         | Kostely                          |
| --- | ---------- | ------------------------ | -------- | ------------------------------- | -------------------------------- | --------------- | -------------------------------- |
| 1. |            | Kostel sv. Pankráce      | Jítrava  | bližší informace o bohoslužbách | 50°47′27″ s. š., 14°51′20″ v. d. | farní kostel    | 37793/5-4447 (Pk•MIS•Sez•Obr•WD) |
| 2. |            | Kostel sv. Jana Křtitele | Zdislava | bližší informace o bohoslužbách | 50°45′44″ s. š., 14°52′29″ v. d. | filiální kostel | 14442/5-4515 (Pk•MIS•Sez•Obr•WD) |
| Některé drobné sakrální stavby a pamětihodnosti lze dohledat zde v databázi Drobné sakrální památky Zaniklé sakrální stavby lze dohledat zde v databázi Poškozené a zničené kostely, kaple a synagogy v České republice |            |                          |          |                                 |                                  |                 |                                  |

Ve farnosti se mohou nacházet i další drobné sakrální stavby, místa římskokatolického kultu a pamětihodnosti, které neobsahuje tato tabulka.

## Příslušnost k farnímu obvodu
Z důvodu efektivity správy byl vytvořen farní obvod (kolatura). Farnost Jítrava je po materiální stránce spravovaná excurrendo z kolatury farnosti Dlouhý Most a po duchovní stránce je spravovaná excurrendo z kolatury děkanství v Jablonném v Podještědí. Přehled těchto kolatur je uveden v tabulce farních obvodů libereckého vikariátu.